# Софија Милошевић
Софија Милошевић (Београд, 18. март 1991) српски је модел. Радила је за истакнуте и запажене српске модне дизајнере и радила за дизајнере и брендове као што су Diesel и Џереми Скот у Милану и Њујорку.

## Приватни живот
Њена породица је део клана Васојевићи.
Софија је била верена за Филипа Живојиновића, сина пензионисаног српског тенисера Слободана Живојиновића и пасторка српске турбо-фолк певачице Лепе Брене. Такође је била у вези са српским тенисером Виктором Троицким. Касније је излазила са српским фудбалером Адемом Љајићем три године до 2018. Од лета 2019. у вези је са српским фудбалером Луком Јовићем. Дана 8. септембра 2020. године, Милошевићева и Јовић су дочекали своје прво дете, дечака по имену Алексеј. 27. марта 2022. године пар је поделио вест о рођењу другог сина, Теодора.